# كرايغ الكسندر (تريثلت)
كرايغ الكسندر (بالإنجليزية: Craig Alexander)‏ هو تريثلت أسترالي، ولد في 22 يونيو 1973 في سيدني في أستراليا.

## وصلات خارجية
- الموقع الرسمي
- كرايغ الكسندر على موقع اتحاد الترياتلون الدولي (الإنجليزية)
- كرايغ الكسندر على موقع IAT Triathlon Database (الإنجليزية)